# Pycnandra intermedia
Pycnandra intermedia är en tvåhjärtbladig växtart som först beskrevs av Henri Ernest Baillon, och fick sitt nu gällande namn av Swenson och Jérôme Munzinger. Pycnandra intermedia ingår i släktet Pycnandra och familjen Sapotaceae. Inga underarter finns listade i Catalogue of Life.